# Jean-François Varlet
Jean-François Varlet (París, 14 de juliol de 1764 - Corbeil-Essonnes, 4 d'octubre de 1837) fou un líder de la facció més radical de la Revolució francesa.
Nascut en el si d'una família petit-burgesa, va estudiar en el collège d'Harcourt.
Va acollir amb entusiasme la Revolució, escrivint cançons patriòtiques i signant peticions, com la relativa als successos del Camp de Mart del 17 de juliol de 1791.
El 24 de maig de 1793 va ser detingut al costat de Jacques-René Hébert, i posat en llibertat triomfalment tres dies més tard, passant a preparar les insurreccions del 31 de maig i del 2 de juny del mateix any.
Publica diversos escrits en 1792 i 1793, en els quals es mostra partidari de la democràcia directa i de la redistribució de la propietat. Juntament amb Hèbert, Jacques Roux i Jean Théophile Victor Leclerc funda el grup dels Enragés.
Detingut al setembre de 1793, és posat en llibertat el 29 d'octubre del mateix any; tornat a detenir després de la caiguda de Robespierre, roman un any a la presó.
Es va fer bonapartista cap a 1800. Resideix algun temps a Nantes, on va rebre amb gaubança la revolució de 1830.
Va morir ofegat.

## Obra
- Aux Mânes de Marat, 1790 - 1830
- Déclaration solennelle des droits de l'homme dans l'état social
- Gare l'explosion, 1794
- Magnanimité de l'Empereur des Français envers ses ennemis, à l'occasion de la nouvelle déclaration des Puissances, 1814
- Le panthéon français, 1795
- Projet d'une caisse patriotique et parisienne, 1789
- Vœux formés par des Français libres, 1785 - 1795
- Vœux formés par des Français libres, 1785 - 1795
- Vœux formés par des Français libres, ou Pétition manifeste d'une partie du souverain à ses délégués pour être signée sur l'autel de la patrie et présenté [sic] le jour où le peuple se lèvera en masse pour résister à l'oppression avec les seules armes de la raison